# Préchac-sur-Adour
Préchac-sur-Adour é uma comuna francesa na região administrativa de Occitânia, no departamento de Gers. Estende-se por uma área de 4,37 km². Em 2010 a comuna tinha 201 habitantes (densidade: 46 hab./km²).